# Avro Tudor
Авро Тюдор (англ. Avro Tudor) — британский четырёхмоторный поршневой пассажирский самолёт, созданный на основе бомбардировщика Авро Линкольн, дальнейшего развития «Ланкастера» — знаменитого бомбардировщика Второй мировой войны. Первый британский авиалайнер с герметичной кабиной.

## История создания
В 1940-х годах Министерство авиации Великобритании утвердило план развития гражданской авиации, названного планом Брабазона, который в правительстве Уинстона Черчиля занимал пост министра транспорта и авиационной промышленности. Согласно плану Брабазона были сформулированы требования к перспективным гражданским самолетам.
Было предложено создать четыре варианта самолетов различного назначения. Тип I - гигантский авиалайнер повышенной комфортности для беспосадочных трансатлантических рейсов; тип II - самолет для коротких линий; тип III - большой самолет для трансатлантических (с промежуточной посадкой) и дальних имперских маршрутов; тип IV - трансатлантический почтовый.
Фирма "Авро" в процессе работы над проектом самолета "Тип III" предложила проект Avro 687 с конструкцией на базе бомбардировщика Lincoln, с новым фюзеляжем, герметичной кабиной и одним килем. Министерство авиации одобрила этот проект и в марте 1944 года выдало техническое задание  фирме "Авро" на новый самолет. Руководителем проекта был назначен главный конструктор фирмы Рой Чедвик.
Параметры технического  задания: взлетный вес 31 750 кг, полезная нагрузка 1706 кг, дальность 6500 км, крейсерская скорость 380 км/ч. В процессе проектирования конструкторы предложили новый проект Avro 688  - авиалайнер повышенной комфортности на 12 пассажиров.
В сентябре 1944 года министерство авиационной промышленности заказало 2 прототипа и в 1945 году компания "BOAC" (British Overseas Airways Corporation - Государственная авиакомпания Великобритании) выдало контракт на 14 + 6 серийных экземпляров нового самолета. Полет первого прототипа состоялся с заводского аэродрома в Вудфорде 14 июня 1945 года.

## Конструкция
Описание приведено для модификации Tudor I
Avro 688 Tudor - цельнометаллический низкоплан с четырьмя поршневыми двигателями и убирающимся шасси.
Фюзеляж - полумонокок круглого сечения максимальным диаметром 3,05 м. Силовой набор фюзеляжа состоит из шпангоутов и стрингеров. Наружная обшивка алюминиевая, крепится к каркасу герметичным соединением заклепками и болтами. Внутренняя сторона каркаса обшита легким материалом. Пространство между внутренней и внешней обшивкой заполнен волокнисто-пористым тепло и звуконепроницаемым материалом. Стыки отсеков фюзеляжа загерметизированы битумной эмульсией. Большая часть внутреннего объема фюзеляжа герметична.
В носовой части фюзеляжа расположена двухместная пилотская кабина. Сзади кабины пилота находился отсек бортинженера, далее кабина штурмана, отсек с радиостанцией и помещение для грузов и почты. В потолке отсека штурмана, на верхней поверхности фюзеляжа, находился купол астронавигации. По левому борту фюзеляжа, ближе к хвостовой части, была установлена входная дверь.
В пассажирском салоне размещались в два ряда кресла и спальные места. В конце салона гардероб, туалет и задний багажный отсек. В хвостовой части находилась кухня. Пассажирский салон заканчивался гермошпангоутом.
Крыло - двухлонжеронное, цельнометаллическое, свободнонесущее, с работающей обшивкой. Крыло конструктивно состоит из пяти разъемных секций. Центроплан, прямоугольный в плане, с гондолами внутренних двигателей собирался совместно со средней частью фюзеляжа. Каждая из консолей, трапециевидные в плане, состояли из двух секций. На внутренних секциях размещались мотогондолы внешних двигателей. 
Хвостовое оперение - цельнометаллическое, однокилевое, классической схемы. 
Шасси - двухстоечное с хвостовым колесом. На основных стойках по одному колесу Dunlop, которые были снабжены пневматическими тормозами. Амортизация стоек воздушно-масляная. В полете стойки убирались назад по полету в мотогондолы внутренних двигателей и после уборки закрывались створками. Хвостовая поворотная опора - два колеса на одной оси, в полете убиралась в нишу хвостовой части фюзеляжа. Привод основных стоек и задней опоры гидравлический.
Силовая установка - четыре поршневых 12-цилиндровых V-образных двигателя жидкостного охлаждения Rolls-Royce Merlin 102, мощностью 1750 л.с. Двигатели располагались  в аэродинамических мотогондолах на крыле. Воздушный винт четырехлопастной. Топливо общим объемом 15 000 литров располагалось в восьми мягких топливных баках: по одному с правой и левой стороны фюзеляжа в центроплане, и по три в каждой консоли крыла.

## Серийные модификации
Tudor Mk.I - рассчитан для трансатлантического маршрута с пассажировместимостью 12-24 человека. Изготовлено 12 самолетов. Первый полет 14 июня 1945 года. 
Tudor Mk.III - два самолета были изготовлены на заводе фирмы Armstrong Whiworth с салоном VIP для перевозки девяти пассажиров. Использовались членами британского правительства.
Tudor Mk.4 -  модификация в соответствии с требованиями BSAA. Фюзеляж удлинен на 1,83 м, уменьшен шаг между креслами, демонтировано место бортинженера, пассажировместимость 32 человека. Первый полет 9 апреля 1947 года.
Tudor Mk.4B - модификация с сохранением места бортинженера. Пассажировместимость 28 человек.

## Эксплуатация
Первый серийный самолёт, из заказанных двадцати, авиакомпания BOAC получила 22 ноября 1946 года. На этом самолёте решили провести эксплуатационные испытания в условиях жаркого климата в Египте и Кении. Из-за затянувшихся испытаний и множества доработок (в конструкцию самолета пришлось внести 343 изменения), самолёт был готов к выходу на линии лишь в январе 1947 года.
Но в апреле того же года руководство BOAC аннулировала свой контракт на приобретение остальных самолетов Tudor I. Было признано, что самолёт вместимостью 12 пассажиров использовать на трансатлантических линиях невыгодно. К тому же Tudor I не обеспечивал заявленной дальности полёта.
После отказа BOAC от авиалайнеров Tudor I, заказ был переоформлен на дочернюю компанию BSAA (British South American Airways — Британские Южноамериканские авиалинии). Авиакомпания предполагала использовать эти самолёты на линиях из Лондона в Вест-Индию и Южную Америку. Для авиакомпании BSAA фирма "Avro" доработала самолёты. Был удлинён фюзеляж на 1,83 м, уменьшен шаг между кресел и демонтировано место бортинженера, пассажировместимость увеличилась до 32 человек. Другой вариант доработки сохранял место бортинженера с числом пассажиров 28 человек.
Пробные испытательные рейсы из Лондона в Южную Америку были признаны удовлетворительными и 31 октября 1947 года авиакомпания начала ежедневные коммерческие рейсы по маршруту Лондон — Лиссабон — Азоры — Бермуды — Нассау — Куба. Эксплуатация самолётов шла успешно, но в конце 1948 года один авиалайнер пропал в районе Бермуд. Через год в этом же районе пропал ещё один самолет. Поиски пропавших авиалайнеров закончились безрезультатно.
Причины исчезновения этих самолётов так и не нашли объяснения. После первого инцидента эксплуатация самолётов Tudor в пассажирском варианте была прекращена. Самолёты стали использовать только для грузовых перевозок, но после второго случая полёты в Южную Америку прекратились окончательно. Авиакомпания BSAA использовала самолёты Tudor в грузоперевозках по программе "Берлинского воздушного моста". С сентября 1948 года по август 1949 года совершили 231 рейс в Западный Берлин и доставили 2312 тонн грузов.
В сентябре 1953 года 11 сохранившихся самолётов и 88 новых двигателей Merlin были куплены компанией Aviation Trades Ltd. Самолёты подверглись глубокой модернизации на заводе фирмы в Саутенде. Доработанным самолётам были присвоены сертификаты лётной годности с разрешением на пассажирские перевозки. В 1954 году самолёты были переданы в авиакомпанию Air Charter. Восемь самолётов летали на пассажирских линиях, а три служили источником запчастей.
Четыре самолёта были переоборудованы в грузовую версию, для чего на левом борту были смонтированы широкие грузовые двери. Грузоперевозки осуществлялись в Австралию, Новую Зеландию, на остров Рождества. В сентябре 1956 года самолёт совершил первый кругосветный рейс. Эксплуатация продолжалась до 1959 года. История самолётов Tudor закончилась в феврале 1960 года, когда был списан последний борт.

## Тактико-технические характеристики
Источник данных: 

Технические характеристики
- Экипаж: 5
- Пассажировместимость: 24
- Длина: 24,23 м (79 футов 6 дюймов)
- Размах крыла: 36,58 м (120 футов)
- Высота: 6,71 м (22 футов)
- Площадь крыла: 132 м² (1 421 кв. футов)
- Масса пустого: 21 754 кг
- Масса снаряжённого: 30 000
- Нормальная взлётная масса: 32 205 кг
- Максимальная взлётная масса: 34 500 кг
- Силовая установка: 4 × Роллс-Ройс Мерлин 100
- Мощность двигателей: 4 × 1 770 л.с. (4 × 1 320 кВт)

Лётные характеристики
- Максимальная скорость: 418 км/ч
- Крейсерская скорость: 338 км/ч
- Практическая дальность: 5840 км
- Практический потолок: 7 925 м

## Потери самолётов
По состоянию на 22 декабря 2019 года в общей сложности в результате катастроф и серьёзных аварий были потеряны 7 самолётов Avro Tudor.  Всего в этих происшествиях погибли 149 человек. Крупнейшая катастрофа произошла 12 марта 1950 года, когда самолёт Avro Tudor разбился при заходе на посадку в Лландоу. Погибло 80 человек, 3 - выжило.
| Дата       | Бортовой номер | Место катастрофы    | Жертвы | Краткое описание |
| ---------- | -------------- | ------------------- | ------ | --- |
| 23.08.1947 | G-AGSU         | Вудфорд             | 4/6    | Разбился при взлёте во время испытательного полёта. |
| 30.01.1948 | G-AHNP         | Атлантический океан | 31/31  | Исчез при невыясненных обстоятельствах в 440 милях к северо-востоку от Бермудских островов. |
| 17.01.1949 | G-AGRE         | Атлантический океан | 20/20  | Исчез при невыясненных обстоятельствах в районе Бермудского треугольника. |
| 12.03.1950 | G-AKBY         | близ Лландоу        | 80/83  | Самолёт, на борту которого находились фанаты сборной Уэльса по регби разбился при заходе на посадку. Причиной стало нарушение центровки самолёта, что в свою очередь значительно способствовало потере управления и сваливанию самолёта. |
| 26.10.1951 | G-AKCC         | Бовингдон           | 0/7    | Выкатился за пределы взлётно-посадочной полосы из-за ошибки пилота. |
| 27.01.1959 | G-AGRG         | Бриндизи            | 2/6    | Грузовой борт выполнял промежуточную посадку в Бриндизи. Во время взлёта при сильном ветре сошёл с полосы и загорелся. |
| 23.04.1959 | G-AGRH         | Сюпхан              | 12/12  | Грузовой борт. Врезался в гору. Обломки были найдены спустя 6 дней. |